# Linee di Schreger

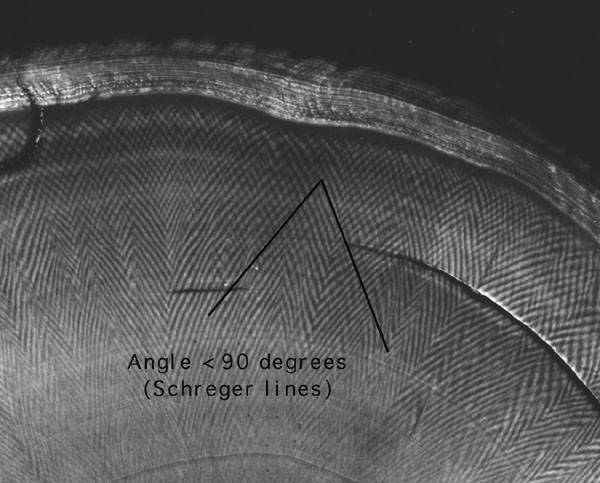
Linee di Schreger in avorio di Mammut.

Le linee di Schreger sono artefatti visivi che si evidenziano nelle sezioni dell'avorio. Comunemente ci si riferisce ad essi con i termini: "tratti incrociati" (cross-hatchings), fiorettatura (engine turnings) o galloni impilati (stacked chevrons). 
Le linee di Schreger possono essere divise in due categorie. Le linee facilmente visibili che sono più prossime al cemento sono le linee di Schreger esterne. Le linee debolmente distinguibili che si trovano attorno al nervo della zanna o alle cavità della polpa sono le linee di Schreger interne. 
Le intersezioni delle linee di Schreger formano angoli che appaiono in due forme: angoli concavi e angoli convessi. Gli angoli concavi presentano lati leggermente concavi e si aprono verso l'area mediana (interna) della zanna. Gli angoli convessi presentano lati alquanto convessi e aperti verso l'area laterale (esterna) della zanna. 
Gli angoli di Schreger esterni, sia concavi sia convessi, sono acuti nei proboscidea estinti e ottusi nei proboscidea tuttora esistenti.